# 九龙河 (雅砻江支流)
九龙河是雅砻江的一级支流，全长128公里，由北向南至文家坪注入雅砻江，落差2500米，最高流量200立方米／秒，理论蕴藏发电量103.9万千瓦。